# Paniken 1907

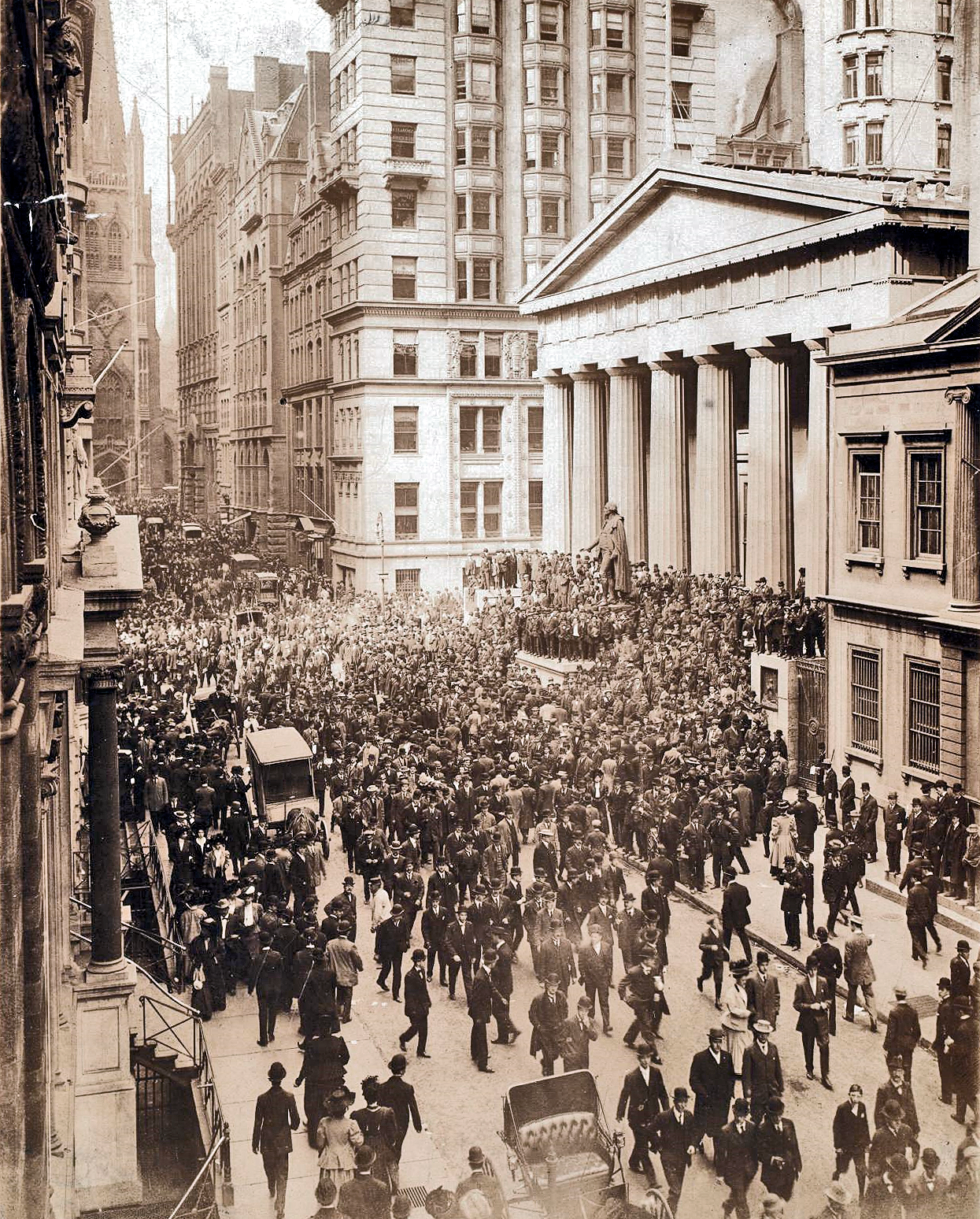
Massvis med människor samlas på Wall Street i panik i oktober 1907. Federal Hall, med sin staty av George Washington, ses till höger.

Paniken 1907, även känd som bankpaniken 1907, (eng: Panic of 1907 eller  1907 Bankers' Panic) var en ekonomisk kris som uppstod i USA i oktober 1907 när New York-börsens aktier föll nära 50% från toppnoteringen från föregående år. Panik uppstod, eftersom det rådde lågkonjunktur i landet och massvis med människor bedrev så kallade uttagsanstormningar mot banker, för att i panik få ut sina pengar. Paniken 1907 gav upphov till att ett flertal av landets banker och företag trädde i konkurs.